# Perizoma olivacea
Perizoma olivacea là một loài bướm đêm trong họ Geometridae.